# Сяншань (Нинбо)
Сянша́нь (кит. упр. 象山, пиньинь Xiàngshān) — уезд города субпровинциального значения Нинбо провинции Чжэцзян.

## География
Сяншань расположен в юго-восточной части подчинённой городским властям территории, и граничит с городским уездом Фэнхуа и районом Иньчжоу на севере (имеет границу по акватории) и уездом Нинхай на западе, а на юге — с городским округом Тайчжоу. На востоке уезд омывается водами Восточно-Китайского моря. Северным побережьем служит бухта Сяншань, которая глубоко врезается в сушу, южным — залив Саньмэнь. Береговая линия сильно изрезана с множеством бухт и островов. У побережья расположено несколько небольших по площади групп островов.

## История
Уезд был образован во времена империи Тан в 706 году.
После основания КНР в 1949 году был создан Специальный район Нинбо (宁波专区), и уезд вошёл в его состав. В апреле 1954 года уезд был передан в состав Специального района Чжоушань (舟山专区). В 1958 году уезд Сяншань был возвращён в состав Специального района Нинбо, и к нему был присоединён уезд Нинхай.
В октябре 1961 года уезд Нинхай был воссоздан. В 1970 году Специальный район Нинбо был переименован в Округ Нинбо (宁波地区). В 1983 году Округ Нинбо был расформирован, и уезд перешёл под юрисдикцию властей города Нинбо.

## Административное деление
Уезд делится на 3 уличных комитета, 10 посёлков и 5 волостей.

## Транспорт
Сяншань с районом Иньчжоу соединяет вантовый мост через бухту Сяншань (длина 6,7 км), открытый 29 декабря 2012 года в составе скоростного шоссе S18.

## Космодром
В рамках инфраструктурных планов правительства Чжэцзяна на 2021-2025 годы зоны свободной торговли Нинбо планируется строительство в уезде Сяншань стартовой площадки космодрома, включающей командный центр и сборочно-испытательный комплекс. Космодром сможет осуществлять до 100 пусков ракет-носителей в год.